# Hemilea flavoscutellata
Hemilea flavoscutellata är en tvåvingeart som beskrevs av Malloch 1939. Hemilea flavoscutellata ingår i släktet Hemilea och familjen borrflugor. Inga underarter finns listade i Catalogue of Life.